# Gianluigi Stanga
Gianluigi Stanga (Bergamo, 28 novembre 1949) è un dirigente sportivo italiano, attivo nel professionismo dal 1983 al 2007.

## Carriera[1]
Dopo una carriera ciclistica tra le categorie dilettantistiche, Stanga partecipò al Corso per Team Manager della Lega Ciclistica Professionistica e conseguì un master in "Marketing & Management" (mercato ed amministrazione) all'Università commerciale Luigi Bocconi di Milano.
Nel 1976 iniziò la carriera di Team Manager collaborando con la Federazione Ciclistica Italiana come tecnico delle squadre nazionali e nel 1979, nell'ambito del programma "Solidarietà Olimpica", ha ricoperto il ruolo di coordinatore tecnico nella Federazione Ciclistica Greca. 
Dal 1983 ha diretto diverse squadre ciclistiche professionistiche: Mareno-Wilier Triestina, Supermercati Brianzoli (poi divenuta Chateau d'Ax, Gatorade, Polti), Team Colpack-Astro e De Nardi-Colpack (divenuta Domina Vacanze nel 2005). Ha infine ricoperto, fino al dicembre 2007, il ruolo di Team Manager nel Team Milram.
Nelle sue squadre hanno corso atleti come Francesco Moser, Claudio Corti, Gianbattista Baronchelli, Laurent Fignon, Dirk De Wolf, Dietrich Thurau, Gianni Bugno, Tony Rominger, Djamolidine Abdoujaparov, Mauro Gianetti, Luc Leblanc, Davide Rebellin, Axel Merckx, Richard Virenque, Alessandro Petacchi ed Erik Zabel.